# 滯育
滯育是动物為適應不良的气候或食物条件（例如出現极端温度以及干旱）而出現的生长发育停止、新陈代谢速度下降、体内营养物质增加、体内含水量减少的現象。昆虫等节肢动物中都有滯育這一現象。